# Guaraniakviferen

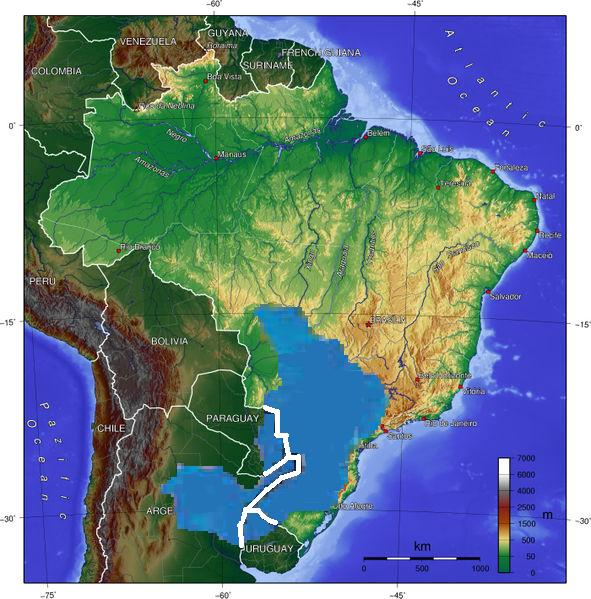
Representiation av Guaraniakviferens utbredning i Sydamerika.

Guaraniakviferen  är ett stort system av akviferer i sydöstra Sydamerika, som har delar i Brasilien, Argentina, Paraguay och Uruguay. Vattnet i Guaraniakviferen finns främst i porerna och sprickorna i sandstenslager. Större delen av akviferens yta finns i Brasilien. Akviferen används som källa till dricksvatten, jordbruk och industri. I de södra delarna av systemet används även termalvatten i djupa akviferer till varma bad i spainrättningar. I den södra halvan av akvifersystemet finns det djupa områden med grundvatten med salthalter upp till nästan tre gånger högre än havets. Akvifersystemet brer ut sig under en 1,2 miljoner km² stor yta vilket är större än Sveriges, Norges och Finlands yta tillsammans. Vid systemets östa och västra randzoner är akvifererna öppna, medan akvifererna i dess inre, bland annat alla i Argentina, är slutna.
Enligt en uppskattning fylls systemets grundvattenmagasin på med totalt 0,6 km³ vatten per år vilket motsvarar en genomsnittlig grundvattenbildning på 4,9 mm per m² (jmf. med nederbörd) per år över dess yta. Det mesta av grundvattenbildningen antas ske i västra och östra randen av akvifersystemet där sandstenen är vid ytan eller väldigt nära ytan. En studie pekar på att en till två procent av den lokala nederbörden når hela vägen in till den djupa cirkulationen i akviferen. Akviferernas mäktighet varierar, men i genomsnitt uppskattas de vara 250 m i tjocklek, och i vissa områden över 800 m tjocka. De vattenförande lagren består av sediment som avsattes under Trias och Jura, som är täckta av relativt ogenomsläppliga basaltlager från Krita. Denna beskrivning är en generalisering för i detalj har akviferens enheter en komplex följd. Exempel på detta är akvifersystemets sammansättning vid Ponta Grossa i brasilianska delstaten Paraná, där ett höjdområde av kristallint berg delar vattenförande lagren i oberoende akviferer.
I sydvästra delen av Corrientes har det antagits att NV-SO-orienterade lineament, med dithörande lodräta sprickor, utgör förbindelser som tillåter utbyte av vatten mellan Guaraniakviferen och ytnära akviferer. Lineament och förkastningar med samma orientering förekommer också i akvifersystemet i Uruguay. NNV-SSO och NO-SV lineament och förkastningar tros vara av underordnad betydelse för akviferen i Uruguay.
Guaraniakviferens bruk och skydd är reglerat av Guaraniakviferfördraget från 2010, underskrivet av Argentina, Brasilien, Paraguay och Uruguay. Fördraget trädde i kraft i slutet av 2020 eftersom Paraguay dröjde med att ratificera och deponera fördraget till oktober 2020. Argentina och Uruguay hade ratificerat och deponerat fördraget 2012 och Brasilien gjorde det 2017. Fördraget är ovanligt då det reglerar gränsöverskridande akviferer och är det första av denna sort i Latinamerika.
Akvifersystemets namn syftar till guaranífolket vars hemtrakter sammanfaller med en stor del akviferens utbredning. Namnet börjades användas på förslag av den uruguayanska hydrogeologen Danilo Anton vid en arbetsgruppsträff 1996.